# Parotia
Parotia é um género de aves passeriformes pertencentes a família das aves-do-paraíso. Conhecidas popularmente como parótias. Todas as espécies são nativas de Papua-Nova Guiné, habitando as florestas montanhosas, ocorrendo entre 1000m e 2400m acima do nível do mar. São pássaros de médio porte conhecidos principalmente por suas danças de acasalamento.

## Características
São pássaros poligamicôs, têm dimorfismo sexual, os machos são sempre pretos, com seis fios acima da cabeça, a coloração da garganta pode variar entre dourado, bronze, magenta, prateado, roxo, azul-marinho, azul claro, verde-água, ciano e verde-musco, também possuem um "tutu", como uma saia entre as asas e ao redor, abrindo-se apenas em exibições, em algumas espécies como a parotia-de-carola existe ornamentos de tufos brancos na "saia". As fêmeas não são chamafivas quanto os machos, quase sempre em tons de cinza, canela ou marrom, sem o "tutu" ou os fios acima da cabeça e o topete de plumas. Costumam a ficarem maior parte do tempo em galhos baixos e ao solo, limpando o chão das florestas com o bico, e cobrindo falhas com musgo. Alimentação onívora, desde frutas até insetos e larvas.

## Espécies
Seis espécies são reconhecidas, a parótia-oriental (Parotia helenae) por vezes é considerada subespéscie da parótia-ocidental (Parotia sefilata).
- Parótia-ocidental, Parotia sefilata
- Parótia-de-carola, Parotia carolae
- Parótia-bronzeada, Parotia berlepschi
- Parótia-de-lawes, Parotia lawesii
- Parótia-oriental, Parotia helenae
- Parótia-de-wahnes, Parotia wahnesi